# Stazione di Hoshida
La stazione di Hoshida (星田駅?, Hoshida-eki) è una stazione ferroviaria della città di Katano, nella prefettura di Osaka in Giappone. La stazione è gestita dalla JR West e serve la linea Katamachi (linea Gakkentoshi).

## Linee
JR West
■ Linea Katamachi

## Struttura
La stazione è costituita da due marciapiedi laterali con 2 binari in superficie.
| 1 | ■ Linea Katamachi | per Kyōbashi, Kitashinchi e Amagasaki |
| 2 | ■ Linea Katamachi | per Matsuiyamate, Kizu e Nara         |

## Stazioni adiacenti
| ≪               | Servizio                | ≫                |
| Linea Katamachi | Linea Katamachi         | Linea Katamachi  |
| --------------- | ----------------------- | ---------------- |
| Kawachi-Iwafune | Locale Rapido Regionale | Higashi-Neyagawa |
| Kawachi-Iwafune | Rapido                  | Shijōnawate      |